# Bimmel und Bommel
Bimmel und Bommel sind zwei Handpuppen, die pädagogischen Fernsehserien für Kinder aus den 1980er-Jahren wie Die Sendung mit der Maus oder Sesamstraße nachempfunden sind und diese karikieren. 

## Hintergrund
Die Figuren Bimmel und Bommel gehen zurück auf die SAT.1-Sendung Die Harald Schmidt Show, in der sie vom damaligen Chefautor Peter Rütten erfunden wurden.
Bimmel und Bommel tauchten zunächst regelmäßig in der Harald Schmidt Show (1995–2003) auf. Hier erklärten sie den Zuschauern Buchstaben des Alphabets, wobei der Reiz darin bestand, dass dazu wenig kindgerechte Worte Verwendung fanden. Beispielsweise dienten die Worte Irrenanstalt, Inzest und Isolationsfolter zur Erklärung des Buchstaben „I“. Kindgerechte Pädagogik karikierend stellte "Das gute A" (Analverkehr) zwischen Bimmel und Bommel den Abschluss jedes Auftrittes dar. Ferner wurde im Rahmen der Auftritte von Bimmel und Bommel auch ein neuer Buchstabe vorgestellt, das „Gnatz“, wie in Gnatzelle oder Gnatzionalhymne.
In einer Ausgabe wirkten Bimmel und Bommel bei einer Parodie von Was bin ich? mit.
Darüber hinaus waren die beiden Figuren, welche durch alte Socken verkörpert wurden, Titelhelden eines 2000 erschienenen Computerspiels (Bummeln mit Bimmel und Bommel), das als „nicht jugendfrei“ eingestuft wurde, sowie einer Kauf-DVD mit dem Titel Das gute A (2000).
Zuletzt ließ Harald Schmidt die beiden Handpuppen Rollen in seiner Musicalbearbeitung des Shakespeare-Dramas Hamlet, die in der Spielzeit 2008/2009 am Staatstheater Stuttgart lief, übernehmen. Hier erklärten Bimmel und Bommel den Zuschauern die Handlung bei „Die Mausefalle“.

## Verwendete Wörter (Auswahl)
- A: Alpenveilchen, Attentat, Amputation, Ausfluss, Autounfall, Alzheimer, Atombombe, Augenkrebs
- B: Beinamputation, Brechdurchfall, Blutsturz, Beerdigung, Bombenalarm, Bürgerkrieg, Bauchschuss, Busenkrämpfe
- C: Cabriofahrer, Cellulitis, Champions League, Chemnitz, Chlorakne, Christenverfolgung, Cunnilingus, Chemotherapie, Charakterschwein, Callgirl-Ring
- D: Doping, Dampfbügeleisen, Dioxin, Damentoilette, Deoroller, Drogenmilieu, Drüsenschwellung, Darmverschluss, Discoschlägerei, Dildo, Düsenjägerabsturz
- E: Erdbeben, Epilepsie, Existenzminimum, Erbrochenes, Eisenbahnunfall, Exkremente, Erwerbsunfähigkeit, Eiterfistel, Eierstockentzündung
- F: Flittchen, Furunkel, Feuerbestattung, Finaler Rettungsschuss, Fliegeralarm, Folterbank, Fischvergiftung, Fotzenhobel
- G: Gasexplosion, Gallenkolik, Gekröse, Grabschändung, Genozid, Glasauge, Gehirntumor, Genitalentzündung
- H: Hetzkampagne, Hiroshima, Hodenkrebs, Hirnhautentzündung, Hungersnot, Herpes labialis, Hexenverbrennung, Hubschrauberunglück
- I: Insuffizienz, Innereien, Irrenanstalt, Inquisition, Infektionsherd, Intensivstation, Inzest, Isolationsfolter
- J: Junkie, Jungfernhäutchen, Jochbeinbruch, Jauchegrube, Jürgen, Jagdunfall, Jom-Kippur-Krieg, Jungenunterhose
- K: Krieg, Kastration, Kreislaufkollaps, Kohlenmonoxidvergiftung, Kernexplosion, Klimakatastrophe, Karzinom, Klitorisentzündung
- L: Leichenschändung, Lohnpfändung, Lähmungserscheinung, Landserhefte, Lungenkrebs, Lynchjustiz, Luftkrieg, Lederschwuchtel
- M: Magersucht, Metastase, Masturbation, Mädchenhändlerin, Massenkarambolage, Mola Adebisi, Meuchelmord, Malaria, Mösenkrampf
- N: Nagelbettentzündung, Notdurft, Nackig machen, Nasennebenhöhlenvereiterung, Nierenkolik, Nippelklemme, Nitroglycerin, Nazischweine, Nudelentzündung
- O: Ostfront, Obduktion, Obdachlosenasyl, Oben liegen, Organversagen, Ohrenkrebs, Otze, Onarnierkrämpfe
- P: Pojucken, Pearl Harbor, Pestbeule, Politessenmord, Puffmutter, Prostatakrebs, Parkhausüberfall, Pissnelke, Pol Pot, Pimmelschorf
- Q: Querschläger, Quetschwunde, Quartalssäufer, Q-Qlux-Klan, Quotennutte, Quantengeruch, quälen, Quizmasterklöten, Quarkarsch
- R: Radikalenerlass, Raubmord, Reaktorunglück, Russenmafia, Rinderwahnsinn, Riesenschwengel, Rote Armee Fraktion, Rosettenbrand
- S: Stalingrad, Spritzgebäck, Syphilis, Sackratten, Sodomie, Selbstmord, Spermaflecken, Scheidenkrampf
- T: Tellermine, Titten, Todeszelle, Turnbeutel, Trümmertunte, Trinkerheilanstalt, Terroranschlag, Totaloperation
- U: U-Bahnunfall, Unzucht, Unterdrückung, Udo Lattek, Unterschenkelamputation, Urkundenfälschung, Unfallflucht, UÇK, Unfruchtbarkeit, Unterleibsentzündung
- V: Vollzugsanstalt, Vorsteherdrüse, Verdauungsstörung, Vorhautverengung, Verkehrsunfall, Vietnamkrieg, Voyeurismus, V2, Vulkanausbruch, Vaginageruch
- W: Weltkrieg, Wirbelsturmschäden, Wasserleiche, Weiberpack, Wolfsschanze, Witwenrente, Wiederbelebungsversuch, Wundstarrkrampf, Wackeltitten
- X: X-Beine, Xenokratie, Xantippenfotze,
- Y: Yak-Kacke, Yoghurtfresse, Yorkshireterrierpudding, Yankeeklöten, Yetipimmel, Yogafotze
- Z: Zyste, Zuhälter, Zahnfleischbluten, Zuchthaus, Zwergenpimmel, Zugunglück, Zebrakitzler, Zwölffingerdarmkrebs, Zyklopenfotze

## Einzelbelege
1. ↑  Interview mit Mauel Andrack in der DVD-Box „Die Harald Schmidt Show – Die nächsten hundert Jahre“ bzw. der Blu-ray-Box „Viel Bestes aus zweihundert Jahren“ Zitat:„“
2. ↑  Bimmel mit Bommel abschießen. pcwelt.de, 14. Juli 2000, abgerufen am 31. März 2015.
3. ↑  Bimmel & Bommel - Das Gute A! (DVD). cinefacts.de, 14. Juli 2000, abgerufen am 31. März 2015.
4. ↑  Harald Schmidt in "Hamlet"-Musical - Bimmel und Bommel in Helsingör. sueddeutsche.de, 17. Mai 2000, abgerufen am 31. März 2015.